# 팔레스타인 독립선언
팔레스타인 독립 선언은 팔레스타인의 시인 마흐무드 다르위시가 작성한 팔레스타인 독립에 관한 선언문을 1988년 11월 15일 알제리 알제에서 야세르 아라파트가 선언한 것이다. 팔레스타인 해방기구 (PLO)의 입법기관인 팔레스타인 국민평의회 (PNC)에서 찬성 253, 반대 46, 기권 10으로 채택되었다. 19회 PNC 폐회식에서 기립박수를 받으며 낭독되었다. 선언문 낭독을 마친 아라파트는 PLO 의장 으로서 팔레스타인 대통령 직함을 맡았다. 1989년 4월, PLO 중앙 의회는 아라파트를 팔레스타인 국가의 초대 대통령으로 선출했다.

## 같이 보기
- 전팔레스타인 정부
- 요르단의 서안 지구 합병
- 아랍 연합 공화국의 가자 지구 점령
- 팔레스타인의 국제적 승인
- 팔레스타인
- 이스라엘 독립 선언서